# ريكاردو أورسوليني
ريكاردو أورسوليني (بالإيطالية: Riccardo Orsolini)‏ (24 يناير 1997 بأسكولي بيتشينو في إيطاليا - ) هو لاعب كرة قدم إيطالي في مركز مهاجم ‏. لعب مع يوفنتوس.

## وصلات خارجية
- ريكاردو أورسوليني على موقع الاتحاد الدولي (مؤرشف)  (الإنجليزية)
- ريكاردو أورسوليني على موقع الاتحاد الأوربي (الإنجليزية)
- ريكاردو أورسوليني على موقع قاعدة بيانات كرة القدم.إي يو (الإنجليزية)
- ريكاردو أورسوليني على موقع ليكيب (الفرنسية)
- ريكاردو أورسوليني على موقع ناشيونال فوتبول تيمز (الإنجليزية)
- ريكاردو أورسوليني على موقع Soccerway.com (الإنجليزية)
- ريكاردو أورسوليني على موقع عالم كرة القدم.نت (الإنجليزية)